# 불안한 외출
"불안한 외출"(The Anxious Day Out)은 한국에서 제작된 김철민 감독의 2014년 다큐멘터리 영화이다. 윤기진 등이 주연으로 출연하였다.

## 출연

### 주연
- 윤기진
- 황선

### 조연
- 윤민
- 윤겨레

## 기타
- 구성: 김철민
- 구성: 류성
- 프로듀서: 김철민
- 조연출: 김상규
- 스크립터: 최아람
- 타이틀: 김경진
- 마케팅총괄: 김은주
- 홍보: 신혜원
- 영어번역: 이수현
- 나레이션: 김철민
- 포스터: 콩보리
- 배급홍보: 김지혜
- 배급홍보: 콩보리
- 배급홍보: 강현분
- 배급홍보: 박현철
- 배급홍보: 박정호
- 국내배급총괄: 김은주
- 국내배급진행: 박정아
- 국내배급진행: 박현선
- 마케팅진행: 박정아
- 마케팅진행: 박현선